# Nationale Bevrijdingskrachten
De Nationale Bevrijdingskrachten (Spaans: Fuerzas de Liberación Nacional, FLN) was een gewapende revolutionaire beweging in Mexico. De naam wordt ook weleens gegeven als Nationaal Bevrijdingsfront (Frente de Liberación Nacional)
De beweging is opgericht in Monterrey in 1969 en had een marxistische signatuur. Bij een confrontatie met het leger in de plaats Nepantla in 1974 kwam een groot aantal leden om het leven, terwijl anderen gearresteerd en gemarteld werden.
Een van de leiders van de FLN was Rafael Guillén, waarvan vermoed wordt dat hij Subcomandante Marcos is, de prominentste leider binnen het Zapatistisch Nationaal Bevrijdingsleger (EZLN). Marcos zelf heeft altijd ontkend Guillén te zijn, maar heeft wel zijn bewondering uitgesproken voor de FLN en noemt het EZLN de opvolger van de FLN.